# Horst Buhtz
Horst Buhtz (* 21. September 1923 in Magdeburg; † 22. März 2015 in Langenfeld im Rheinland) war ein deutscher Fußballspieler und -trainer.

## Spielerkarriere

### Anfänge: von Magdeburg zu Vizemeisterschaft mit Offenbach
Der technisch beschlagene Offensivspieler spielte 1937 bei Fortuna Magdeburg, für die er mit einer Ausnahmegenehmigung des DFB bereits als 16-Jähriger in der Männermannschaft zum Einsatz kam. Nach dem Krieg spielte er zunächst bei SG Magdeburg-Alte Neustadt, der quasi Nachfolgeorganisation für die aufgelöste Fortuna. 1947 schloss er sich Kickers Offenbach an, mit denen er unter Trainer Paul Oßwald 1949 Süddeutscher Meister wurde und 1950 im Endspiel um die deutsche Fußballmeisterschaft gegen den VfB Stuttgart mit 1:2 unterlag. Er erzielte dabei den Ehrentreffer für die Kickers in der 47. Minute. 
Von 1950 bis 1952 spielte er für den VfB Mühlburg, neben Phönix Karlsruhe einer der Vorgängervereine des Karlsruher SC, in der Oberliga. In der ersten Saison erreichte Mühlburg den dritten Platz und seine 21 Tore gereichten Buhtz zum sechsten Platz in der Liga-Torschützenliste.
In fünf Jahren in der Oberliga Süd erzielte Horst Buhtz in 143 Spielen 69 Tore.

### Nationalmannschaft
Buhtz, der von der Spielanlage her Fritz Walter ähnelte, brachte es der torgefährliche Spielgestalter lediglich auf ein B-Länderspiel: am 14. April 1951 verlor er in Karlsruhe mit der deutschen B-Nationalmannschaft in ihrem ersten Spiel überhaupt mit 0:2 gegen die Auswahl der Schweiz. Zu weiteren Auftritte für die Nationalmannschaften des DFB kam es nicht, was möglicherweise auch damit zu tun hatte, dass der Verband weiland Berufsspieler nicht berücksichtigte.

### "Italienprofi"
| Buhtz bei TorinoSaison, Spiele, Tore |    |     |
| 1952–1953                            | 34 | 80  |
| 1953–1954                            | 30 | 110 |
| 1954–1955                            | 30 | 90  |
| 1955–1956                            | 33 | 100 |

1952 vermittelte ihm der Essener Spielervermittler Raymond Schwab ein Engagement bei der AC Turin in der Serie A der damit zum zweiten deutschen Italien-Legionär nach Ludwig Janda vom TSV 1860 München wurde. Il Tedesco, „der Deutsche,“ wie ihn die Tifosi dort nannten, verdiente pro Saison um die 150.000 DM. Deutsche Oberliga-Vertragsspieler durften beispielsweise noch 1963 offiziell nur maximal 400 Mark netto pro Monat plus bis zu 100 Mark nachgewiesenen Verdienstausfall erhalten und mussten zudem eine Anstellung vorweisen.
Buhtz war einer der Stars des neuen Turiner Teams, das nach dem Flugunfall von Superga 1949, bei dem nahezu alle Spieler umgekommen waren, neu aufgebaut wurde. 
Erst 1957 verließ er Turin. Danach trat er in der Schweiz noch für Young Fellows Zürich und AC Bellinzona an und kehrte danach nach Deutschland zurück.

## Trainerkarriere
Als Trainer wirkte Horst Buhtz zunächst 1962 beim Südwest-Oberligisten Sportfreunde 05 Saarbrücken und wurde mit dem Verein aus dem Stadtteil Burbach Sechster. Die weiteren Stationen waren Borussia Neunkirchen (1963–1966), Hannover 96 (1966–1968), Wuppertaler SV (1968–1974), Beşiktaş Istanbul (1974–1976), Borussia Dortmund (1976), 1. FC Nürnberg (1976–1978), Bayer 05 Uerdingen (1978–1981), Alemannia Aachen (1981–1982) und die Stuttgarter Kickers (1983–1985). In der Spielzeit 1986/87 half er für acht Spiele bei Fortuna Köln aus.
Horst Buhtz führte Neunkirchen, Wuppertal, Nürnberg und Uerdingen aus der Zweitklassigkeit in die Bundesliga, zudem Dortmund in die Aufstiegsrelegation. Dabei gewann er 1972 mit den Wuppertalern sämtliche acht Spiele der Aufstiegsrunde, die zwischen 1964 und 1974 abgehalten wurde, was einzigartig geblieben ist. In der nachfolgenden Bundesligasaison wurde er mit dem WSV Vierter und schaffte damit die Qualifikation für den UEFA-Pokal.
Horst Buhtz lebte zuletzt in Langenfeld im Rheinland.